# IGIP
IGIP (англ. IgA inducing protein) – білок, який кодується однойменним геном, розташованим у людей на 5-й хромосомі. Довжина поліпептидного ланцюга білка становить 53 амінокислот, а молекулярна маса — 5 937.
| 10         |  | 20         |  | 30         |  | 40         |  | 50         |
| ---------- |  | ---------- |  | ---------- |  | ---------- |  | ---------- |
| MCSYYHMKKR |  | SVSGCNITIF |  | AVMFSHLSAG |  | KSPCGNQANV |  | LCISRLEFVQ |
| YQS        |  |            |  |            |  |            |  |            |

A: Аланін

C: Цистеїн

E: Глутамінова кислота

F: Фенілаланін

G: Гліцин

H: Гістидин

I: Ізолейцин

K: Лізин

L: Лейцин

M: Метіонін

N: Аспарагін

P: Пролін

Q: Глутамін

R: Аргінін

S: Серин

T: Треонін

V: Валін

Секретований назовні.